# 100% NL TV
100% NL TV es un canal de televisión musical continuo el cual transmite principalmente videos musicales de artistas holandeses. El canal se lanzó a través del operador de cable Ziggo el 1 de octubre de 2013. Es una colaboración entre la estación de radio 100% NL y el canal de música Lite TV. El canal transmite las 24 horas del día. Se transmite en los Países Bajos.